# Alysia manducator
Alysia manducator är en stekelart som först beskrevs av Georg Wolfgang Franz Panzer 1799.  Alysia manducator ingår i släktet Alysia och familjen bracksteklar. Arten är reproducerande i Sverige. Inga underarter finns listade i Catalogue of Life.